# Junior Eurovision Song Contest 2013
L'undicesima edizione del Junior Eurovision Song Contest si è svolta il 30 novembre 2013 presso il Palazzo Ucraina di Kiev, in Ucraina.
Il concorso si è articolato in un'unica finale condotta da Timur Mirošnyčenko e Zlata Ohnjevič, ed è stato trasmesso in 13 paesi (inclusa l'Australia e il Kosovo). La durata totale del concorso è stata di 2 ore.
In questa edizione ha debuttato San Marino. La Macedonia e Malta hanno confermato il loro ritorno, mentre l'Albania, il Belgio e Israele hanno annunciato il proprio ritiro. Originariamente anche Cipro aveva confermato il suo ritorno al concorso, ma ha successivamente annunciato il ritiro all'ultimo minuto.
La vincitrice è stata Gaia Cauchi per Malta con The Start.

## Organizzazione
L'emittente televisiva ucraina NTU è stata incaricata dal comitato dell'Unione europea di radiodiffusione (UER) a ricevere l'onore di organizzare la manifestazione, diventando il secondo paese a vincere il concorso, ed automaticamente organizzare l'edizione successiva, dopo l'Armenia. Oltre a diventare il secondo paese ad organizzare il concorso per la seconda volta, dopo i Paesi Bassi.

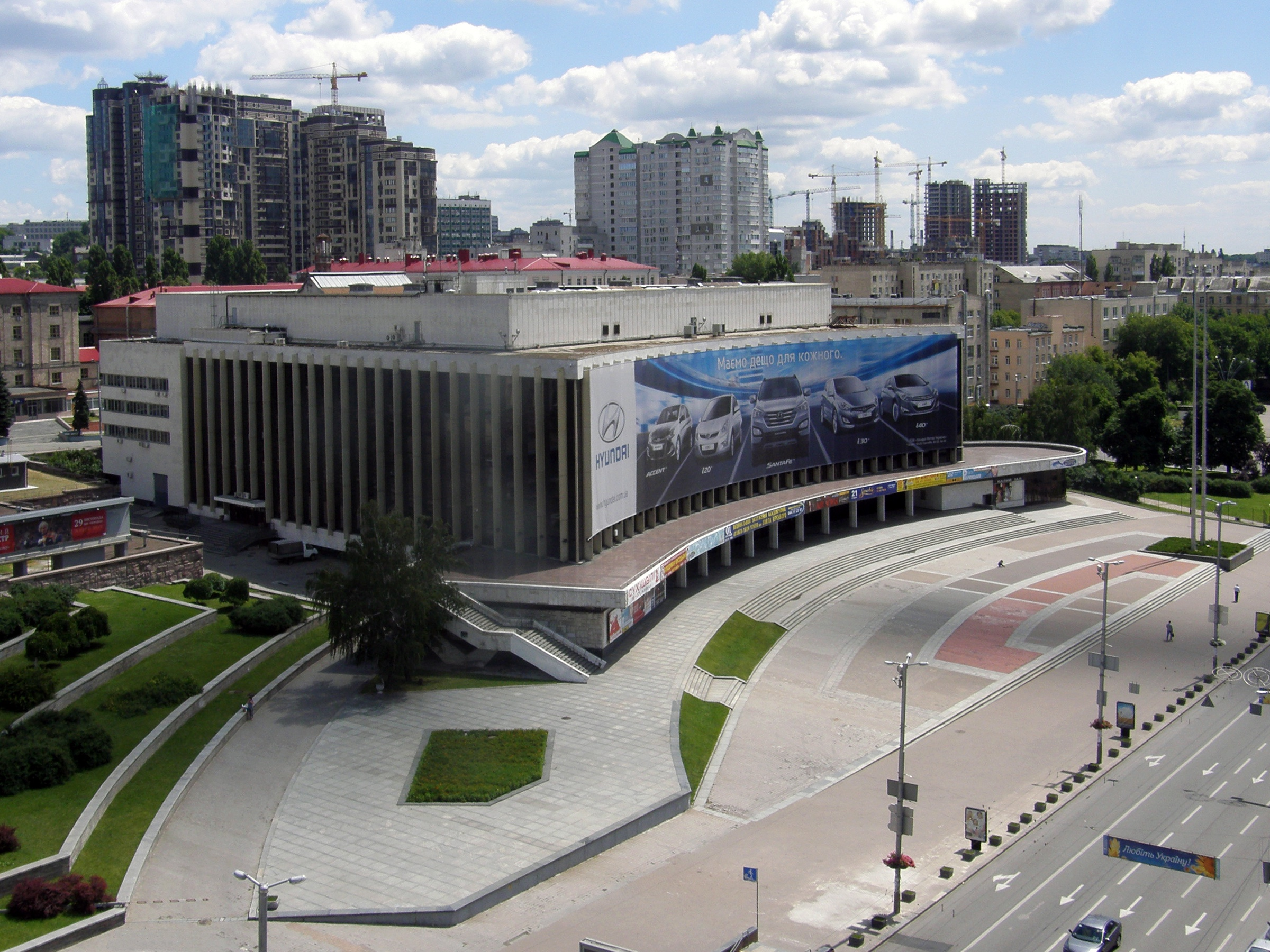
Il Palazzo Ucraina, sede del Junior Eurovision Song Contest 2013.

### Scelta della sede
Il 10 aprile 2013, l'UER e NTU confermarono che la sede sarebbe stato il Palazzo Nazionale delle Arti, noto anche come Palazzo Ucraina, collocato nella capitale Kiev. Il palazzo include una sala riservata ai concerti con una capienza di circa 3 700 persone ed una sala conferenze.

### Slogan e logo
Lo slogan di questa edizione è "Be Creative", mentre il logo, disegnato dallo scenografo greco Īlias Ledakīs, rappresenta un omino stilizzato composto da molti pezzi di puzzle di colore azzurri e gialli, che richiamano i colori della bandiera dell'Ucraina.
Il 17 ottobre 2013, viene annunciato che lo stesso Īlias Ledakīs avrebbe disegnato la scenografia del palcoscenico principale, sulla base del logo del concorso.

### Presentatori
I presentatori incaricati di condurre l'evento sono stati: Timur Mirošnyčenko e Zlata Ohnjevič.
- Timur Mirošnyčenko è un presentatore televisivo, noto per essere il commentare dell'Ucraina a partire dal Junior Eurovision Song Contest 2005. Ritorna a coprire il ruolo di presentatore della manifestazione, dopo aver condotto anche l'edizione 2009.
- Zlata Ohnjevič è una cantante ucraina, nota per aver rappresentato il paese all'Eurovision Song Contest 2013 con il brano Gravity, classificandosi terza.

### Modifiche nel format
Il 17 luglio 2013 il nuovo superiore esecutivo del concorso Vladislav Jakovlev ha annunciato che sarebbero state introdotte alcune modifiche al concorso a partire d questa edizione. La manifestazione, infatti, non si sarebbe più concentrata solo sul vincitore, e che avrebbe assegnato dei premi a tutti gli artisti posizionati sul podio, per riconoscere il talento dei giovani interpreti.
Inoltre, è stato anche annunciato che il vincitore della manifestazione avrebbe fatto un'apparizione speciale all'Eurovision Song Contest 2014.

## Stati partecipanti

Stati partecipanti
Stati che hanno partecipato in passato ma non nel 2013

Stati partecipanti
     Stati che hanno partecipato in passato ma non nel 2013
| Stato                   | Artista          | Brano                   | Lingua            | Processo di selezione                                                |
| ----------------------- | ---------------- | ----------------------- | ----------------- | -------------------------------------------------------------------- |
| Armenia                 | Monica Avanesyan | Choco Factory           | Armeno, inglese   | Junior Eurosong 2013, 27 settembre 2013                              |
| Azerbaigian             | Rustam Karimov   | Me and My Guitar        | Azero, inglese    | Interno, 1º novembre 2013 per l'artista; 5 novembre per il brano     |
| Bielorussia             | Il'ja Volkov     | Poj so mnoj             | Russo             | Nacional'nyj otbor 2013, 4 ottobre 2013                              |
| Georgia                 | The Smile Shop   | Give Me Your Smile      | Georgiano         | Interno, 8 ottobre 2013                                              |
| Macedonia               | Barbara Popović  | Ohrid i muzika          | Macedone          | Interno, 17 ottobre 2013 per l'artista; 7 novembre 2013 per il brano |
| Malta                   | Gaia Cauchi      | The Start               | Inglese           | Interno, 20 ottobre 2013                                             |
| Moldavia                | Rafael Bobeica   | Cum să fim              | Rumeno, inglese   | Eurovisionul copiilor 2013, 20 ottobre 2013                          |
| Paesi Bassi             | Mylène & Rosanne | Double Me               | Olandese, inglese | Junior Songfestival 2012, 28 settembre 2013                          |
| Russia                  | Dajana Kirillova | Dream On                | Russo             | Junior EuroSong 2013, 2 giugno 2013                                  |
| San Marino              | Michele Perniola | O-o-O Sole intorno a me | Italiano          | Interno, 29 ottobre 2013                                             |
| Svezia                  | Elias            | Det är dit vi ska       | Svedese           | Lilla Melodifestivalen 2013, 6 giugno 2013                           |
| Ucraina (organizzatore) | Sofija Tarasova  | We Are One              | Ucraino, inglese  | Nacvidbir 2013, 2 agosto 2013                                        |

## L'evento
La manifestazione si è svolta il 30 novembre 2013 alle 19:00 CET; vi hanno gareggiato 12 paesi.
La serata è stata aperta da Emmelie de Forest, vincitrice dell'Eurovision Song Contest 2013, esibendosi con Only Teardrops. Mentre nell'Interval Act si sono esibiti Anastasija Petryk e Zlata Ohnjevič con Gravity e tutti i partecipanti che si sono esibiti con la common song Be Creative.
| N° | Stato       | Artista          | Brano                   | Punti | Posizione |
| -- | ----------- | ---------------- | ----------------------- | ----- | --------- |
| 01 | Svezia      | Elias            | Det är dit vi ska       | 46    | 9         |
| 02 | Azerbaigian | Rustam Karimov   | Me and My Guitar        | 66    | 7         |
| 03 | Armenia     | Monica Avanesyan | Choco-Fabric            | 69    | 6         |
| 04 | San Marino  | Michele Perniola | O-o-O Sole intorno a me | 42    | 10        |
| 05 | Macedonia   | Barbara Popović  | Ohrid i muzika          | 19    | 12        |
| 06 | Ucraina     | Sofija Tarasova  | We Are One              | 121   | 2         |
| 07 | Bielorussia | Il'ja Volkov     | Poj so mnoj             | 108   | 3         |
| 08 | Moldavia    | Rafael Bobeica   | Cum să fim              | 41    | 11        |
| 09 | Georgia     | The Smile Shop   | Give Me Your Smile      | 91    | 5         |
| 10 | Paesi Bassi | Mylène & Rosanne | Double Me               | 59    | 8         |
| 11 | Malta       | Gaia Cauchi      | The Start               | 130   | 1         |
| 12 | Russia      | Dajana Kirillova | Dream On                | 106   | 4         |

12 punti
| N. | A           | Da                                                            |
| -- | ----------- | ------------------------------------------------------------- |
| 5  | Malta       | Giuria dei ragazzi, Macedonia, Moldavia, Paesi Bassi, Ucraina |
| 3  | Russia      | Armenia, Azerbaigian, Svezia                                  |
| 3  | Ucraina     | Bielorussia, Malta, San Marino                                |
| 1  | Armenia     | Georgia                                                       |
| 1  | Bielorussia | Russia                                                        |

## Trasmissione dell'evento e commentatori

### Televisione e radio
| Paese       | Emittente      | Stazione                        | Commentatori                                             | Note   |
| ----------- | -------------- | ------------------------------- | -------------------------------------------------------- | ------ |
| Armenia     | ARMTV          | ARMTV                           | David Vardanyan                                          | [ 25 ] |
| Australia   | SBS            | SBS 2                           | Andre Nookadu Georgia McCarthy                           | [ 26 ] |
| Azerbaigian | İTV            | İctimai Televiziya              | Konul Arifziki                                           | [ 25 ] |
| Bielorussia | BTRC           | Belarus-1 Belarus 24            | Anatolij Lipetskij                                       | [ 25 ] |
| Georgia     | GPB            | 1TV                             | Natia Bunturi Giorgi Grdzelishvili                       | [ 25 ] |
| Grecia      | DT             | DT                              | Sconosciuti                                              | [ 26 ] |
| Kosovo      | RTK            | RTK                             | Sconosciuti                                              | [ 26 ] |
| Macedonia   | MRT            | MTV 1 MKTV Sat                  | Tina Teutovic Spasija Veljanoska                         | [ 25 ] |
| Malta       | PBS            | TVM 1                           | Corazon Mizzi Daniel Chircop                             | [ 25 ] |
| Moldavia    | TRM            | TRM1                            | Rusalina Rusu                                            | [ 25 ] |
| Paesi Bassi | NPO            | AVRO                            | Marcel Kuijer                                            | [ 25 ] |
| Regno Unito | 98.8 Castle FM | 98.8 Castle FM                  | Ewan Spence Luke Fisher                                  | [ 26 ] |
| Russia      | VGTRK          | Karusel                         | Aleksandr Gurevič                                        | [ 25 ] |
| San Marino  | SMRTV          | San Marino RTV Radio San Marino | Lia Fiorio Gilberto Gattei                               | [ 25 ] |
| Svezia      | SVT            | SVT2                            | Edward af Sillén Ylva Hällen                             | [ 25 ] |
| Ucraina     | NTU            | UA:Peršyj                       | Tetjana Terechova                                        | [ 25 ] |
| Ucraina     | Radio Ukraïna  | Radio Ukraïna                   | Olena Zelinčenko Valerij Kyryčenko Anastasija Jablons'ka | [ 25 ] |

### Streaming
| Paese | Piattaforma |
| ----- | ----------- |
| Mondo | YouTube     |

## Portavoce
- Giuria dei ragazzi: Anastasija Petryk (Vincitrice del Junior Eurovision Song Contest 2012)
- Svezia: Lova Sönnerbo (Rappresentante dello stato al Junior Eurovision Song Contest 2012)
- Azerbaigian: Lyaman Mirzalieva
- Armenia: David Vardanyan
- San Marino: Giovanni Capicchioni
- Macedonia: Sofija Spasenoska
- Ucraina: Liza Arfuš (Portavoce dello stato anche nell'edizione 2010)
- Bielorussia: Saša Tkač
- Moldavia: Denis Midone (Rappresentante dello stato al Junior Eurovision Song Contest 2012)
- Georgia: Elene Megrelishvili
- Paesi Bassi: Alessandro Wempe
- Malta: Maxine Pace
- Russia: Marija Bachireva

## Stati non partecipanti
- Albania: il 27 settembre 2013 Kleart Duraj, il capo delegazione di RTSH ha dichiarato che il paese non avrebbe partecipato alla manifestazione poiché l'emittente non è stata capace di trovare il giusto rappresentante entro il tempo stabilito.[27]
- Belgio: nonostante un'iniziale conferma, il 29 marzo 2013 VRT ha confermato il ritiro del paese dalla competizione citando come motivo l'organizzazione di spettacoli nazionali dedicati ai giovani artisti.[28]
- Bulgaria: il 28 maggio 2013 BNT ha confermato che non avrebbe preso parte all'evento, non escludendo un possibile ritorno nelle edizioni successive.
- Cipro: originariamente l'emittente CyBC ha dichiarato che stava lavorando con l'UER per permettere la partecipazione del paese al concorso. Tuttavia l'emittente ha successivamente declinato l'invito di partecipazione, non escludendo un possibile ritorno nelle edizioni successive.[29]
- Israele: il 21 ottobre 2013 IBA ha confermato il ritiro dalla manifestazione.[30]
- Lettonia: il 28 maggio 2013 LTV ha confermato che non avrebbe preso parte all'evento.
- Portogallo: il 26 luglio 2013 RTP ha confermato che non avrebbe preso parte all'evento citando l'organizzazione del Little Singers Gala di Figueira da Foz.[31]
- Spagna: il 7 settembre 2013 Yago Fandiño, direttore dei canali per i ragazzi per conto di TVE, ha dichiarato che l'emittente stava lavorando con l'UER per permettere in futuro la partecipazione del paese al concorso.